# Violent New Breed (Shotgun Messiah)
Violent New Breed è il terzo ed ultimo album degli Shotgun Messiah, uscito nel 1993 per l'Etichetta discografica Relativity Records.

## Tracce
Tutte le canzoni sono scritte dagli Shotgun Messiah.
1. I'm a Gun - 3:29
2. Come Down - 3:11
3. Violent New Breed - 4:57
4. Enemy in Me - 4:05
5. Revolution - 3:35
6. Monkey Needs - 3:24
7. Rain - 3:46
8. Jihad - 3:56
9. Side F/X - 2:03
10. Sex - 4:24
11. Overkill - 3:12
12. I Come in Peace - 3:41

## Formazione
- Tim Sköld - voce, basso, programmazione
- Harry Cody - chitarra, programmazione
- Ulf "Cybersank" Sandquist - programmazione